# Rhynchospora leae
Rhynchospora leae är en halvgräsart som beskrevs av Charles Baron Clarke. Rhynchospora leae ingår i släktet småag, och familjen halvgräs. Inga underarter finns listade i Catalogue of Life.